# Municipio de Watertown (Minnesota)
El municipio de Watertown (en inglés: Watertown Township) es un municipio ubicado en el condado de Carver en el estado estadounidense de Minnesota. En el año 2010 tenía una población de 1204 habitantes y una densidad poblacional de 13,96 personas por km².

## Geografía
El municipio de Watertown se encuentra ubicado en las coordenadas 44°55′37″N 93°49′00″O / 44.92694, -93.81667. Según la Oficina del Censo de los Estados Unidos, el municipio tiene una superficie total de 86.26 km², de la cual 79.6 km² corresponden a tierra firme y (7.73%) 6.67 km² es agua.

## Demografía
Según el censo de 2010, había 1204 personas residiendo en el municipio de Watertown. La densidad de población era de 13,96 hab./km². De los 1204 habitantes, el municipio de Watertown estaba compuesto por el 97.59% blancos, el 0.17% eran afroamericanos, el 0.08% eran amerindios, el 0.17% eran asiáticos, el 0.08% eran isleños del Pacífico, el 0.5% eran de otras razas y el 1.41% pertenecían a dos o más razas. Del total de la población el 1.33% eran hispanos o latinos de cualquier raza.